# Rivière Caraquet
Der Rivière Caraquet ist ein etwa 38 km langer Zufluss des Sankt-Lorenz-Golfs in der kanadischen Provinz New Brunswick.

## Flusslauf
Der Rivière Caraquet hat sein Quellgebiet östlich des Teagues Lake, 55 km östlich der Stadt Bathurst. Er fließt in überwiegend ostnordöstlicher Richtung durch den Norden der Akadischen Halbinsel zur Baie de Caraquet, einer südöstlichen Seitenbucht der Chaleur-Bucht. Die Mündung liegt 7,5 km westlich der Hafenstadt Caraquet. Die Route 11 überquert den Flusslauf kurz vor der Mündung.

## Hydrologie
Der Rivière Caraquet entwässert ein Areal von etwa 215 km². Der mittlere Abfluss am Pegel 12,5 km oberhalb der Mündung beträgt 3,69 m³/s. Im April und Mai führt der Fluss die größte Wassermenge, im Mittel 10,5 bzw. 9,88 m³/s.